# 湯着
湯着（ゆぎ）とは、入浴の際に身にまとうもの。湯浴み着・湯浴衣（ゆあみぎ）、ゆゆ着など複数の別称でも呼ばれる。
本来の用途は、病気や怪我などで不幸にして体に傷を負ってしまった人が、（それを負い目に感じずに）これまでと同様に入浴を楽しむことができるようにと、医学的な見地から使用されるようになったものである。
また“神が宿る場所”とされる温泉などでは、宗教的に神聖な場であるために着ることが義務付けられているところもある。
よく水着と混同されることが多いが、別のものである。
近年はバスタオルと同様に、温泉や共同浴場などで混浴の際に肌を異性に見せないために着用する女性が増えているが、本来の目的とは大きく異なる。
しかし混浴におけるマナー低下の問題から、女性に気軽に混浴に入ってもらう目的で、着用を義務化している旅館も存在し、増加傾向にある。
着用は女性のみの場合、男女とも着用しなければならない場合、必須、任意など対応は分かれる。
一般的に湯着はバスタオルに比べ衛生的に優れているといわれるが、素材や使用頻度・管理状態など違いがあるので、一概にそうともいえない。
念仏温泉の異名を持つ今神温泉では、湯治の際に白装束の湯着を着用して風呂に入る。